# Pisione parapari
Pisione parapari är en ringmaskart som beskrevs av Moreira, Quintas och Nélida Sara Troncoso 2000. Pisione parapari ingår i släktet Pisione och familjen Pisionidae. Inga underarter finns listade i Catalogue of Life.